# Radolfzeller Aachried
Das Radolfzeller Aachried ist ein Naturschutzgebiet auf dem Gebiet der Städte Radolfzell am Bodensee und Singen (Hohentwiel) sowie der Gemeinde Moos im Landkreis Konstanz in Baden-Württemberg.
Das Ried im Mündungsbereich der Radolfzeller Aach in den Bodensee umfasst 276 Hektar und wurde 1973 als Naturschutzgebiet ausgewiesen. 